# Ronald Åhman
Pour les articles homonymes, voir Åhman.
Nils Ronald Åhman (né le 31 janvier 1957 en Suède) est un joueur de football international suédois qui évoluait au poste de milieu de terrain.

## Biographie

### Carrière en club
Avec les clubs de l'Örebro SK et du Djurgårdens IF, il dispute 184 matchs au sein des championnats suédois, inscrivant deux buts.

### Carrière en équipe nationale
Avec l'équipe de Suède, il joue sept matchs, sans inscrire de but, entre 1978 et 1979.
Il joue son premier match en équipe nationale le 19 avril 1978, en amical contre l'Allemagne (victoire 3-1 à Solna).
Il dispute ensuite deux matchs rentrant dans le cadre du championnat nordique, puis trois matchs comptant pour les éliminatoires de l'Euro 1980.
Il reçoit sa dernière sélection le 10 juin 1979, en amical contre l'Angleterre (match nul 0-0 à Solna).
Il figure dans le groupe des sélectionnés lors de la Coupe du monde de 1978. Lors du mondial organisé en Argentine, il ne joue aucun match.

## Palmarès
Djurgårdens IF
- Championnat de Suède D2 (1) :
  - Champion : 1982.